# Abusos sexuales por gurús del yoga

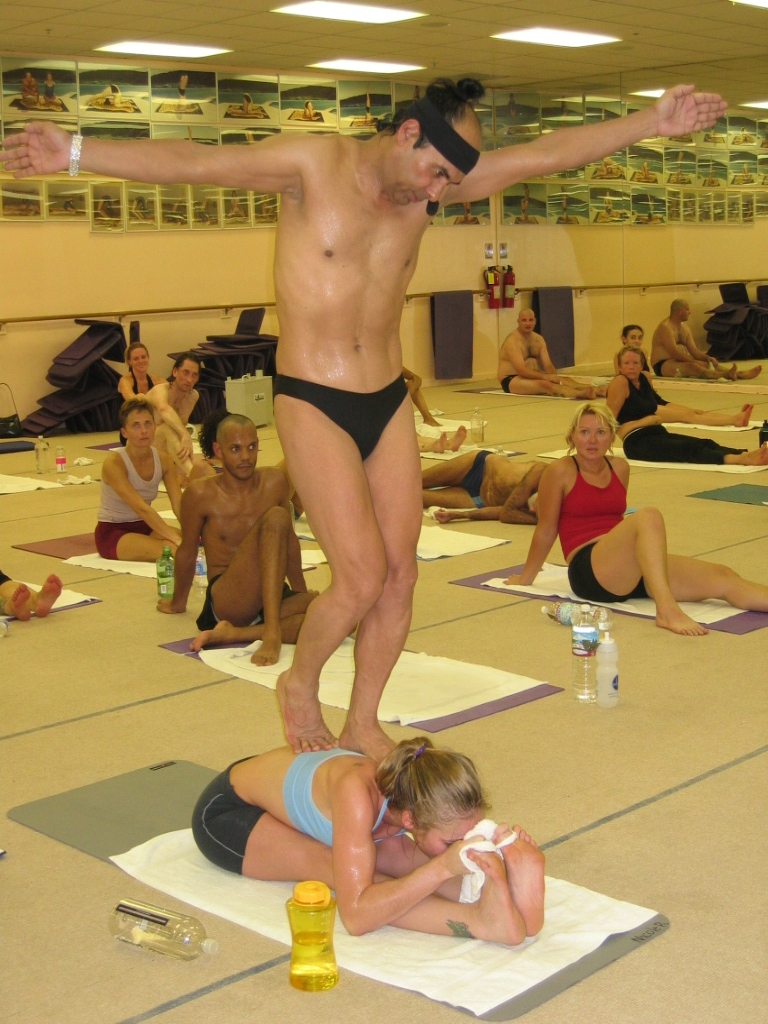
Bikram Choudhury, uno de los varios gurús del yoga acusados de abusos sexuales, asistiendo a una alumna de yoga

El abuso sexual por gurús del yoga es la explotación de la posición de confianza ocupada por un maestro de cualquier rama del yoga para el placer sexual personal. Se han hecho acusaciones de este tipo de abusos contra gurús del yoga moderno como Bikram Choudhury,Kausthub Desikachar, Yogui Bhajan,Amrit Desai,y K. Pattabhi Jois.Ha habido algunas condenas penales y demandas por daños civiles.

## Múltiples acusaciones

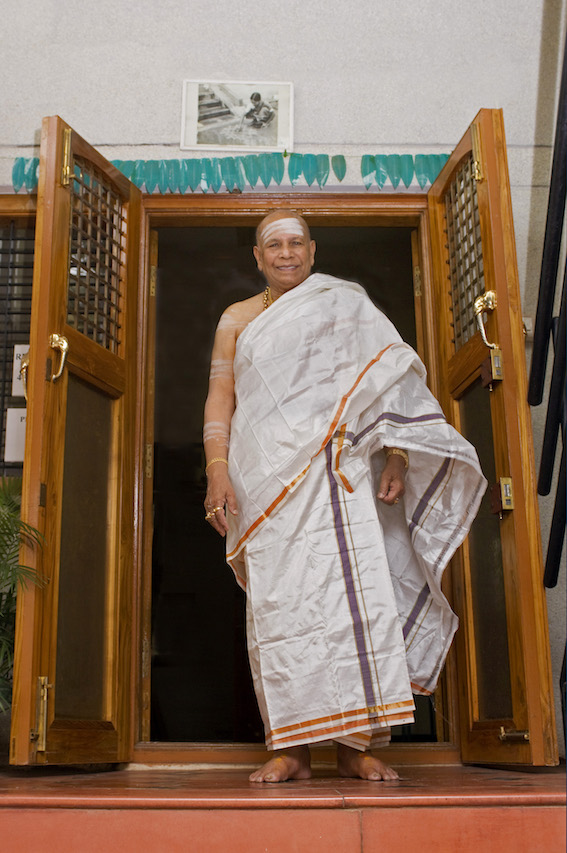
K. Pattabhi Jois es uno de los muchos gurús del yoga que han sido acusados de abusos sexuales.

El Indian Express, al enumerar las acusaciones de abusos sexuales contra varios gurús del yoga (Bikram Choudhury, creador del Bikram Yoga;Kausthub Desikachar, nieto del "padre del yoga moderno"Krishnamacharya; y Swami Satchidananda ), señaló que varios otros gurús habían sido acusados de forma similar, pero puestos en libertad "sin un castigo adecuado".Otras fuentes enumeraban a esos mismos gurús y nombraban a otros, como John Friend,Satya Sai Baba; Amrit Desai, creador del Kripalu Yoga; Muktananda, fundador del Siddha Yoga; Swami Shyam, gurú de la meditación védica; Swami Rama, fundador del Himalayan Institute of Yoga Science and Philosophy; y Swami Akhandananda en uno de los ashrams de Swami Satyananda,señalando "el silencio ensordecedor en la comunidad del yoga de EE. UU."Sobre los abusos sexuales cometidos por gurús del yoga y la falta generalizada de reconocimiento de estas acusaciones". El Daily Telegraph, que informaba sobre la Comisión Real Australiana sobre Respuestas Institucionales al Abuso Sexual Infantil, afirmó que Swami Satyananda "mantuvo “relaciones sexuales agresivas y violentas” con numerosas mujeres y pudo haber violado a un niño de siete años", aunque en el informe final de la Comisión no se llegó a ninguna conclusión contra Satyananda. Según los informes, Shankarananda mantuvo relaciones sexuales "tántricas" con unas 40 alumnas de su escuela de yoga. The Guardian afirma que John Battista, gurú del Agni Yoga en el estado de Nueva York, fue acusado de abusar sexualmente de cuatro de sus seguidoras en 1993.Harbhajan Singh Khalsa (Yogui Bhajan) ha sido acusado póstumamente de conducta sexual inapropiada; una investigación determinó que las acusaciones "tenían más probabilidades de ser ciertas que de no serlo".La organización Sivananda Yoga ha investigado las acusaciones de abuso y violación presentadas contra su antiguo líder, Vishnudevanand. En 2002, varios estudiantes del profesor de yoga Rodney Yee declararon que habían mantenido relaciones sexuales con Yee durante algún tiempo; Yee fue demandado por incumplimiento de contrato, en la demanda se alegaban múltiples aventuras sexuales con sus estudiantes.
En 2018 Swami Vivekananda Saraswati, un instructor de yoga rumano, nacido como Narcis Tarcău, fundador y líder del centro Agama Yoga en la isla de Koh Pha Ngan en Tailandia fue acusado por al menos 14 estudiantes de yoga de agresión sexual y violación.
Yoga Journal acusó a K. Pattabhi Jois, fundador del Ashtanga Vinyasa Yoga, de realizar ajustes diferentes de las posturas de yoga para sus alumnas que para los alumnos YogaDork afirmó que Jois tocaba a las mujeres de forma inapropiada, al igual que Yoga Journal, la revista The Walrus, y YogaCity NYCYoga to the People, una cadena estadounidense de estudios de yoga, cerró en 2020 tras "cientos" de acusaciones de abusos.
Ha habido algunas condenas penales y demandas por daños civiles. Por ejemplo, un gurú, Asaram Bapu, que tiene unos 400 ashrams en todo el mundo, fue condenado a cadena perpetua en 2018 por violación por un tribunal de Jodhpur, y al menos seis mujeres han presentado demandas por agresión sexual contra Choudhury. En 2016 fue condenado a pagar a Minakshi Jafa-Bodden más de 900.000 dólares por acoso sexual y su despido del ashram.

## Debate sobre las causas

### El papel cambiante del gurú

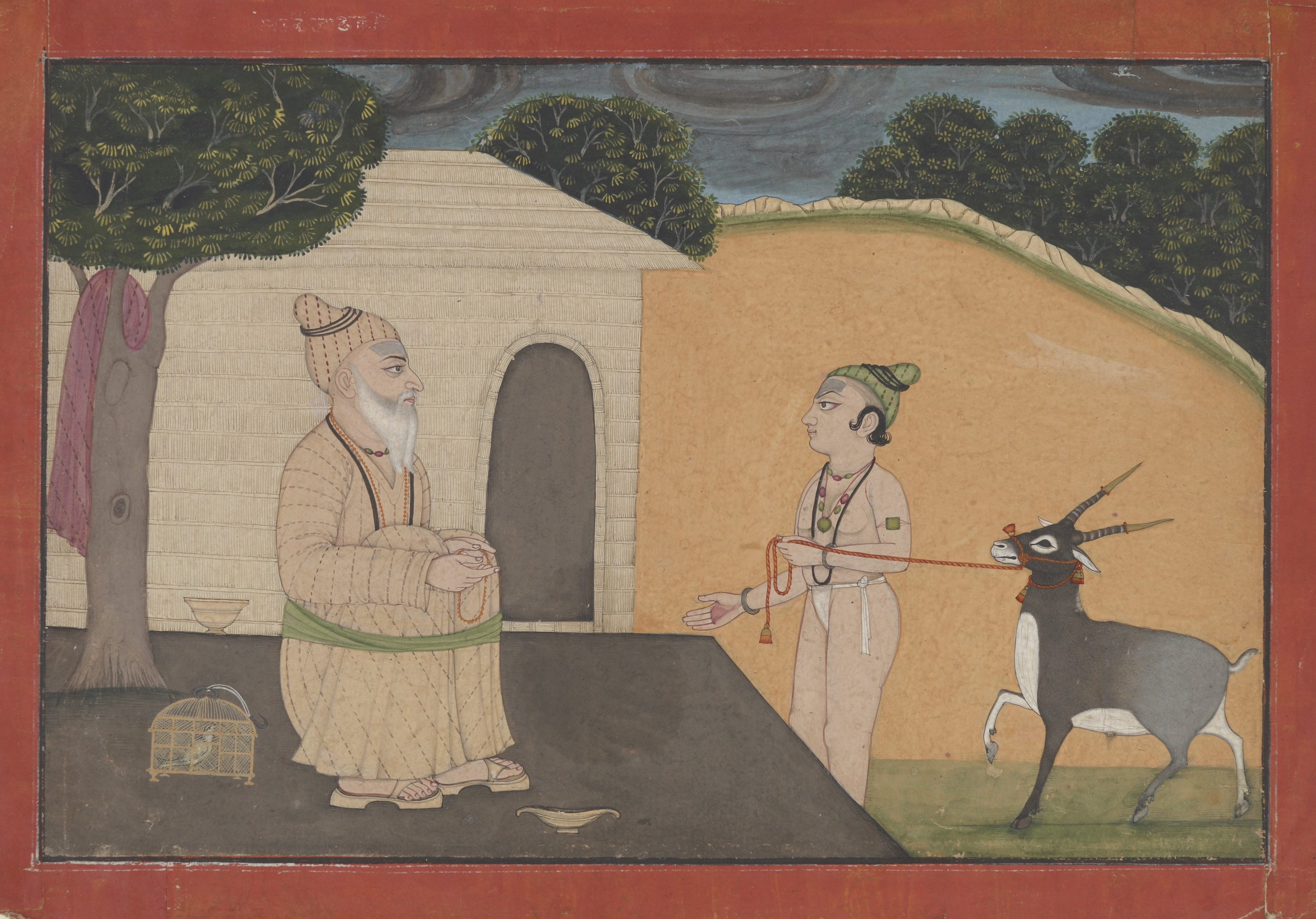
La tradicional relación gurú-discípulo se ha visto alterada por la globalización del yoga moderno. Acuarela, Colinas del Punjab, India, 1740.

El yoga como ejercicio surgió de la mezcla de estilos occidentales de gimnasia con posturas del Haṭha yoga en la India en el siglo XX, influenciado por la cultura física popular de la época. Antes de eso, el hatha yoga lo practicaban en secreto yoguines solitarios y ascetas, que aprendían la tradición como alumnos de larga duración o shishya aprendices de su maestro o gurú.
Los estudiosos del yoga moderno Mark Singleton y Ellen Goldberg comentan que la globalización del yoga ha cambiado radicalmente la naturaleza y el papel del gurú. La relación medieval entre gurú y shishya era de uno a uno, bien entendida en la sociedad hindú tradicional, basada en la confianza desarrollada a lo largo de muchos años de instrucción. La situación actual puede llevar a los gurús del yoga moderno, como los famosos profesores de yoga, a entrar en estrecho contacto con extraños, en cualquier parte del mundo, en "entornos en los que las afiliaciones religiosas, la función, el estatus y el papel del gurú pueden no entenderse bien" y, en consecuencia, ya no existen las antiguas restricciones.Señalan que el mundo occidental desconfía del sistema de gurús, entre otras cosas por los numerosos escándalos de gurús relacionados con el dinero, el sexo y el poder. Las creencias políticas y sociales occidentales modernas, como el igualitarismo y la individualización de lo religioso (encontrar "la propia verdad") que denominan "empirismo espiritual", también militan en contra del respeto a los gurús, o incluso de tener uno en absoluto; la actitud predominante, sugieren, se resume en el título del estudio de 1997 del psiquiatra Anthony Storr sobre los gurús, Feet of Clay (Pies de barro). También en la India, la gran riqueza de algunos gurús célebres ha despertado sospechas, al igual que en Occidente.

### Mecanismos sociales
La investigadora Amanda Lucía, que escribe en el Journal of the American Academy of Religion, analiza cómo el deseo del alumno de estar cerca del gurú y de "sacralizar" el contacto corporal con él, junto con las relaciones autoritarias entre gurú y alumnos, facilitan los abusos sexuales al crear situaciones sociales adecuadas. Sostiene que, en lugar de buscar las causas en la personalidad o la psicología de los gurús individuales, la causa fundamental son "los aspectos estructurales de la fisicalidad gurú-discípulo, las lógicas hápticas, que tienden a producir estos efectos sociales". "Lucia señala que uno de estos elementos es el carisma del gurú, tal y como lo describió Max Weber, reforzado por el concepto de Émile Durkheim sobre el modo en que lo sagrado se "genera, concentra y apoteosis"Observa además que el poder espiritual de los gurús se crea por la creencia entre sus devotos de que encarnan "fuerzas energéticas cósmicas", personificadas en el hinduismo como la diosa Shakti.Cita a Tulasi Srinivas sobre cómo los devotos anhelaban físicamente la proximidad del gurú Sai Baba, experimentando su visión en el darshan como "una descarga eléctrica", y observa que "en el hinduismo global moderno, los escándalos sexuales de gurús se han hecho tan omnipresentes que se han convertido en la principal representación del gurú, sin duda en los medios de comunicación populares", dando una larga lista de gurús conocidos en la década de 2010, y otra lista de los de una generación anterior en el siglo XX.
La estudiosa del yoga Andrea Jain cita lo que Joel Kramer y Diana Alstad escribieron en su libro de 1994 The Guru Papers, que la relación gurú-discípulo es peligrosa porque encarna "las seducciones, los patrones predecibles y las corrupciones contenidas en cualquier forma esencialmente autoritaria".Sin embargo, Jain sugiere que "la entrega a un gurú y a su mercancía espiritual no es necesariamente cuantitativa o cualitativamente diferente de la entrega a una marca",ambas vinculadas a una persona como un gurú, un líder empresarial o "simplemente una celebridad".
El profesor de yoga Matthew Remski, que ha escrito un libro sobre el abuso y la dinámica de culto en el Ashtanga yoga de Jois, sugiere en una entrevista con la profesora de Mindful Yoga Cyndi Lee que la relación moderna gurú-seguidor carece de los controles y equilibrios de los sistemas tradicionales: un maestro de yoga en un monasterio local tiene una reputación, ya que él y su familia son conocidos personalmente. Además, sugiere, los occidentales atraídos por una tradición de sabiduría india carecen de herramientas eficaces para juzgar si un supuesto gurú es competente, ya que toda la tradición les es desconocida.
La psicoterapeuta Josna Pankhania y la profesora de yoga e investigadora Jacqueline Hargreaves escriben que en el ashram Mangrove Mountain de Satyananda, en Australia, en la década de 1970, estaban profundamente arraigados "niveles escandalosos de abuso". En su opinión, esto estaba amparado por una "cultura de silencio y negación [que] prevalece al más alto nivel de la comunidad de Yoga Satyananda".

## Política

### Mala conducta sexual
La Yoga Alliance ha publicado una política sobre mala conducta sexual; en ella se describen los tipos de conducta considerados inapropiados para los profesores de yoga en Estados Unidos, y los procedimientos para informar, revisar e investigar una queja. Define la conducta sexual inapropiada como "una conducta no deseada de naturaleza sexual, ya sea física o verbal"Afirma que es imposible enumerar todas las situaciones que podrían constituir una conducta sexual inapropiada, pero da ejemplos como insinuaciones sexuales con o sin contacto, bromas sexuales, comentarios sobre la orientación sexual y preguntas sobre las experiencias sexuales de una persona. La Yoga Alliance señala que no tiene los poderes ni los recursos de los organismos encargados de hacer cumplir la ley de un país, y anima a la gente a hacer uso de esos sistemas. Las infracciones de la política pueden castigarse con acciones que van desde la educación en conducta incorrecta hasta la "revocación de la afiliación y las credenciales de Yoga Alliance".
La "Política de Igualdad y Diversidad" de la Rueda Británica de Yoga contiene una sección sobre acoso, que describe los tipos de conducta que la Rueda Británica de Yoga, como órgano rector del yoga en Gran Bretaña, considera inapropiados para los profesores de yoga. Define el acoso como "cualquier forma de comportamiento no deseado o inoportuno que atente contra la dignidad de las personas o cree un entorno intimidatorio, hostil, degradante, humillante u ofensivo" Un procedimiento de quejas permite a cualquier persona presentar una queja sobre dicho trato, y la política de igualdad y diversidad establece que se tomarán medidas disciplinarias si se infringe la política.

### Uso del tacto
Una cuestión particular es el uso del tacto por parte de un profesor de yoga para ajustar a un cliente en una postura. El profesor de profesores de yoga Mark Stephens establece los principios que rigen esta práctica: en primer lugar, los profesores deben pedir permiso explícito para tocar y, en segundo lugar, deben utilizar el tacto sólo de forma que se evite sensualizar o sexualizar el contacto físico con el alumno.En el contexto específico del yoga sensible al trauma, el tacto está explícitamente excluido, ya que podría recordar a los clientes sus traumas. En otros contextos, el uso del tacto puede no abordarse de forma específica. Por ejemplo, la American Counseling Association no aborda directamente el uso del tacto en su guía para practicantes de yoga y mindfulness.

## Reacción
La académica y practicante Theodora Wildcroft escribe que el yoga post linaje ha surgido en parte como reacción contra los linajes patriarcales y a veces abusivos del yoga dirigido por gurús.